# 北海道道425号厚岸停車場線
北海道道425号厚岸停車場線（ほっかいどうどう425ごう あっけしていしゃじょうせん）は、北海道厚岸郡厚岸町内を結ぶ一般道道である。

## 概要

### 路線データ
- 起点：北海道厚岸郡厚岸町宮園1丁目（JR北海道 根室本線 厚岸駅）
- 終点：北海道厚岸郡厚岸町白浜3丁目（国道44号・北海道道14号厚岸標茶線交点）
- 総延長：1.776 km
- 実延長：1.761 km
- 重用延長：0.015 km

### 道路管理者
- 釧路総合振興局 釧路建設管理部 厚岸出張所

## 歴史
- 1961年（昭和36年）3月31日 - 路線認定[1]。

## 地理

### 通過する自治体
- 釧路総合振興局
  - 厚岸郡厚岸町

### 交差する道路
厚岸町
- 国道44号 - 白浜3丁目（終点）
- 北海道道14号厚岸標茶線 - 白浜3丁目（終点）